# Trou Florent
Trou Florent es una localidad de Santa Lucía, que forma parte del distrito de Castries.